# Норт-Вестпорт (Массачусетс)
Норт-Вестпорт (англ. North Westport) — переписна місцевість (CDP) в США, в окрузі Бристоль штату Массачусетс. Населення — 4720 осіб (2020).

## Географія
Норт-Вестпорт розташований за координатами 41°40′24″ пн. ш. 71°6′40″ зх. д. / 41.67333° пн. ш. 71.11111° зх. д. (41.673462, -71.111133).  За даними Бюро перепису населення США в 2010 році переписна місцевість мала площу 15,89 км², з яких 13,36 км² — суходіл та 2,53 км² — водойми.

## Демографія
Згідно з переписом 2010 року, у переписній місцевості мешкала 4571 особа в 1863 домогосподарствах у складі 1278 родин. Густота населення становила 288 осіб/км².  Було 1993 помешкання (125/км²).
Расовий склад населення:
| - 97,7 % — білих - 0,7 % — азіатів - 0,3 % — чорних або афроамериканців |

До двох чи більше рас належало 0,9 %. Частка іспаномовних становила 1,0 % від усіх жителів.
За віковим діапазоном населення розподілялося таким чином: 17,3 % — особи молодші 18 років, 62,3 % — особи у віці 18—64 років, 20,4 % — особи у віці 65 років та старші. Медіана віку мешканця становила 46,0 року. На 100 осіб жіночої статі у переписній місцевості припадало 94,9 чоловіків;  на 100 жінок у віці від 18 років та старших — 90,8 чоловіків також старших 18 років.
Середній дохід на одне домашнє господарство  становив 79 441 долар США (медіана — 73 000), а середній дохід на одну сім'ю — 97 595 доларів (медіана — 85 758). Медіана доходів становила 64 375 доларів для чоловіків та 42 569 доларів для жінок. За межею бідності перебувало 4,3 % осіб, у тому числі 6,4 % дітей у віці до 18 років та 5,6 % осіб у віці 65 років та старших.
Цивільне працевлаштоване населення становило 2205 осіб. Основні галузі зайнятості: освіта, охорона здоров'я та соціальна допомога — 20,0 %, роздрібна торгівля — 17,6 %, будівництво — 12,0 %, мистецтво, розваги та відпочинок — 11,2 %.